# Les Pinthières
Les Pinthières é uma comuna francesa na região administrativa do Centro, no departamento Eure-et-Loir. Estende-se por uma área de 4,04 km². Em 2010 a comuna tinha 181 habitantes (densidade: 44,8 hab./km²).